# Yasuhiro Yoshida
Yasuhiro Yoshida (吉田 康弘 Yoshida Yasuhiro?), född 14 juli 1969 i Hiroshima prefektur, är en japansk före detta fotbollsspelare.
Yoshida började sin karriär 1992 i Kashima Antlers. 1995 flyttade han till Shimizu S-Pulse. 1996 flyttade han till Sanfrecce Hiroshima. Han spelade 107 ligamatcher för klubben. Han gick tillbaka till Shimizu S-Pulse 2000. Med Shimizu S-Pulse vann han japanska cupen 2001. Efter Shimizu S-Pulse spelade han för Shimizu S-Pulse, FC Oribe Tajimi och Fujieda MYFC. Han avslutade karriären 2010.